# 蕭苑瑜
蕭苑瑜（1973年10月12日—），台灣政治人物，已婚，國立嘉義大學企業管理學系博士。是地方派系蕭家班已故前嘉義市議會議長蕭登旺之長女。中國國民黨中央委員會第十六、十七、十八屆中央委員。曾代表中國國民黨當選為第四屆立法委員。

## 從政生涯
蕭苑瑜在1998年甫於美國舊金山金門大學取得碩士學位之際，就被父親徵召回國，並代表中國國民黨投入第四屆的中華民國立法委員選舉。在蕭家班的強力輔選之下，以25歲的年齡在嘉義縣選區高票當選，創下中華民國立法委員全面改選後有史以來，最年輕當選的紀錄，至今仍未被打破。
其父蕭登旺於2001年5月8日因心肌梗塞驟逝，蕭苑瑜開始接手蕭家班。原本於中國國民黨內初選民調領先群雄的她，獲得提名在嘉義縣選區參選2001年中華民國立法委員選舉連任，但因其三叔蕭登標有意圖參選而選擇禮讓宣佈退出選舉。不料後來蕭登標因案判決定讞而喪失參選資格，再加上二叔蕭登獅在嘉義市選區參選立法委員失利，使得蕭家班兩頭落空，蕭苑瑜也錯失連任的機會，政治前途就此重挫。
失去立委身份的蕭苑瑜，本來只好降級登記參選2002年的嘉義縣議員，但在投票日前因為家族內部因素而決定棄選，開票結果拿到748票。
蕭苑瑜曾一度試圖捲土重來，於2004年中華民國立法委員選舉代表無黨團結聯盟參選全國不分區立法委員，次序排在第2位，卻因該政黨總得票率未跨越5%門檻而落選。
其二嬸蔡貴絲於2002年獲選嘉義市議員並被選為議長，蕭苑瑜擔任其機要秘書直至2010年蔡貴絲連任議長失敗為止。蔡貴絲於2012年經補選回鍋擔任議長，其機要秘書由蕭文億擔任。

## 參選紀錄

### 1998年第4屆中華民國立法委員選舉嘉義縣選區（應選4席）
| 號次 | 黨籍       | 姓名   | 得票數 | 得票率 | 當選 |
| ---- | ---------- | ------ | ------ | ------ | ---- |
| 1    | 無黨籍     | 黃塗德 | 1,612  | 0.59%  |      |
| 2    | 新黨       | 陳建瑋 | 1,690  | 0.62%  |      |
| 3    | 中國國民黨 | 許登宮 | 70,709 | 25.93% |      |
| 4    | 新國家連線 | 黃永聰 | 13,074 | 4.79%  |      |
| 5    | 民主進步黨 | 何嘉榮 | 40,424 | 14.82% |      |
| 6    | 建國黨     | 羅逢春 | 845    | 0.31%  |      |
| 7    | 民主聯盟   | 簡長卿 | 397    | 0.15%  |      |
| 8    | 中國國民黨 | 蕭苑瑜 | 56,790 | 20.82% |      |
| 9    | 民主進步黨 | 蔡式淵 | 33,155 | 12.16% |      |
| 10   | 中國國民黨 | 陳明文 | 54,043 | 19.81% |      |

### 2002年第15屆臺灣省嘉義縣議員選舉
- 第一選區（太保市、鹿草鄉、水上鄉）
- 7席

| 號次 | 黨籍       | 姓名   | 得票數 | 得票率 | 當選 |
| ---- | ---------- | ------ | ------ | ------ | ---- |
| 1    | 親民黨     | 林芳琪 | 2,602  | 5.05%  |      |
| 2    | 民主進步黨 | 林國慶 | 8,201  | 15.91% |      |
| 3    | 中國國民黨 | 蕭苑瑜 | 748    | 1.45%  |      |
| 4    | 民主進步黨 | 鄭惠繻 | 2,976  | 5.77%  |      |
| 5    | 中國國民黨 | 吳淑琴 | 72     | 0.14%  |      |
| 6    | 中國國民黨 | 陳素季 | 4,174  | 8.1%   |      |
| 7    | 無黨籍     | 王榮聰 | 3,702  | 7.18%  |      |
| 8    | 中國國民黨 | 林寶瓶 | 5,840  | 11.33% |      |
| 9    | 民主進步黨 | 黃傑   | 4,650  | 9.02%  |      |
| 10   | 無黨籍     | 董國誠 | 6,936  | 13.45% |      |
| 11   | 無黨籍     | 官文樹 | 5,687  | 11.03% |      |
| 12   | 無黨籍     | 吳明諭 | 5,973  | 11.58% |      |

### 2004年第6屆中華民國立法委員選舉
- 全國不分區
- 名單次序：吳慶堂、蕭苑瑜、宋麗華、張博雅、陳傑儒

| 黨籍         | 得票數  | 得票率 | 席次 |
| ------------ | ------- | ------ | ---- |
| 無黨團結聯盟 | 353,164 | 3.96%  | 0    |

## 著作
- 書籍

. 台北市: 鼎茂出版社. 2006-06-13. ISBN 986-122-546-3.
- 學位論文

《公部門與非營利組織合作發展文化觀光產業之研究－以嘉義市國際管樂節為例》. 南華大學非營利事業管理研究所碩士. 指導教授:王振軒. 2010年.